# McIntosh (South Dakota)
McIntosh is een plaats (city) in de Amerikaanse staat South Dakota, en valt bestuurlijk gezien onder Corson County.

## Demografie
Bij de volkstelling in 2000 werd het aantal inwoners vastgesteld op 217.
In 2006 is het aantal inwoners door het United States Census Bureau geschat op 213, een daling van 4 (-1.8%).

## Geografie
Volgens het United States Census Bureau beslaat de plaats een oppervlakte van
2,5 km², waarvan 2,4 km² land en 0,1 km² water. McIntosh ligt op ongeveer 706 m boven zeeniveau.

## Plaatsen in de nabije omgeving
De onderstaande figuur toont nabijgelegen plaatsen in een straal van 44 km rond McIntosh.